# Monument a Nicolau Font
El Monument a Nicolau Font és una escultura del municipi de Lloret de Mar (Selva) inclosa en l'Inventari del Patrimoni Arquitectònic de Catalunya. És un monument de pedra sorrenca i marbre situat al pati de l'antic monestir i actual Restaurant de Sant Pere del Bosc, el Santuari de Sant Pere del Bosc.

## Descripció
El personatge de Nicolau Font i Maig apareix assegut, amb una llarga barba de dos fronts i mirant cap al Santuari. La base del monument és octogonal i està enjardinada, i la base de l'escultura és quadrada. Són dos blocs de pedra superposats. A la part baixa hi ha quatre rams de flors i herbes silvestres que semblen bròquils, que també es repeteixen a cadascun dels angles del límit enjardinat de l'escultura.
Sota de l'escultura del "Comte de Jaruco", tal com fou anomenat amb motiu de la zona de Cuba on acumulà amb escreix la seva fortuna inicial, hi ha inscrit el seu nom (NICOLÁS FONT Y MAIG) i les dates del naixement (1830) i mort (1908). A la part posterior hi ha la llegenda dels qui van dedicar l'escultura: "Agustín y Pío Cabañas y Font Dedican este monumento a su inolbidable tío 1º de mayo 1911". Als angles de la base quadrada de l'escultura hi ha l'escut de la Corona Espanyola, del Principat de Catalunya, de la ciutat de Girona i del poble de Lloret.

## Història
Aquest monument, promogut i pagat pels nebots de Nicolau Font, Pius i Agustí Cabanyes i Font, fou inaugurat el dia 1 de maig de 1911. Fou obra d'Eusebi Arnau, escultor modernista.
Pel que fa a l'entorn, Sant Pere del Bosc és una antiga ermita i monestir documentat des del segle xiv amb el nom de Sant Pere Salou. Fou la seu d'una comunitat d'ermitans benedictins fins a l'any 1694, quan es van fusionar amb la comunitat de Sant Pere de Galligants (Girona), després de les destrosses ocasionades amb motiu dels atacs de les tropes franceses. El 1759 es va reconstruir seguint l'estil barroc. L'església d'aquest lloc, amb el temps, estigué dedicada a Sant Pere i a Santa Maria de Gràcia.
Després de la desamortització fou comprat el 1860 per Agustí Font i Surís, alcalde de Lloret. Ho comprà al preu de 200.000 rals i en nom del seu cosí, Nicolau Font i Maig (1830-1908), que hi fundà una segona residència al seu gust i, després, un asil per a la gent gran que al final va funcionar a l'Hospital dels pobres de Lloret. Nicolau Font és l'"indiano" més representatiu de Lloret de Mar. Va marxar a Jaruco (Cuba), on un oncle seu ja feia temps que havia fet fortuna. No fou com la majoria d'"indianos", que van marxar per voluntat pròpia i per cercar fortuna, sinó que va marxar amb el negoci assegurat. Quan va tornar es va fer una casa luxosa, feu donatius per obres benèfiques i es feu construir un panteó exuberant. Des de Jaruco va comprar la finca de Sant Pere del Bosc, afectada per la desamortització, i quan va tornar a Lloret, va reformar i reconstruir l'antic monestir, un dels hereus de Nicolau Font, Agustí Cabanyes, va fer aixecar un asil al costat de Sant Pere. A l'interior de la capella Font va encarregar diverses obres realitzades per Enric Monserdà. Dins de Sant Pere s'hi conserva un panteó-cripta on descansa Nicolau Font.
De camí a Sant Pere del Bosc trobem la capella-oratori de la Mare de Déu de Gràcia, ambdues projectades per Josep Puig i Cadafalch. Abans d'entrar a la finca de Sant Pere del Bosc, prop de la urbanització anomenada "Condado de Jaruco", hi ha una gran escultura d'un àngel en record a Jacint Verdaguer, que durant una temporada visqué a Sant Pere del Bosc i reescrigué els goigs de la Mare de Déu de Gràcia.